# جوفيان
 يوفيان Yovian إمبراطور الأمبراطورية الرومانية (363–364م).

## ارتقاؤه سدة الحكم
استمر الجيش بعد أن هلك يوليانس يحدق به عساكر الفرس ويمنعون من وصول الميرة والنجدة إليه واجتمع رؤساءه يتشاورون بإقامة ملك عليهم فأجمعوا على انتخاب ساكوف رئيس الحرس في المشرق فأبى الملك لشيخوخته وأمراضه فانتخبوا يوڤيان أحد أركان الحرس وكان عمره يومئذٍ 32 سنة وكان الجنود يحبونه ويجلونه متذكرين فضل أبيه دارونيان الذي كان رئيساً على الفرقة الأولى من الجنود وكان طويل القامة متوقد الذكاء لطيف الأخلاق وروى توادوريطوس (ك4 من تاريخه فصل1) أنه مذ أقيم ملكاً جاهر لجنوده بأنه مسيحي وأنه لا يحب أن يملك على وثنيين وأن الجنود أجابوه بأنهم مسيحيين أيضاً وأن ملك يوليانس القصير المدة لم ينسهم ما تعلموه في أيام قسطنطين وشهد له اميان مرسلان (ك25 عد10) وهو وثني بأنه كان مسيحياً غيوراً وصرف بواكير اهتمامه لتخليص الجيش من الضيق الذي كان فيه ولم يكن ذلك بالأمر اليسير فإن الفرس جدوا في لحاقهم متتبعين آثارهم من كل صوب حتى لم يمكنهم أن يسيروا في اليوم الأول إلا ثلاثة أرباع الميل واستمروا في اليومين التاليين في مواقفهم مدافعين إلى ان بشروا ببسالتهم وثباتهم المسير وبلغوا دجلة وحاولوا أن يعبروه على أطواف فلم يمكنهم منه طغيان النهر وتداركتهم العناية الربانية بأن سابور أرسل وفداً يطلب عقد عهدة مع الرومانيين لهلاك كثير من جنوده وقائدين من قادتهم ولثورة ارساس ملك الأرمن عليه فوقع يوفيان على هذه العهدة متخلياً بمقتضاها عن خمسة أعمال في عبر دجلة ومتعهداً بأن لا ينجد الأرمن فكانت هذه العهدة مذلة للرومانيين لكن يوفيان الجئ إليها بقضاء الضرورة (رواه اميان مرسلان ك25 عد9).
وخاف الوثنيون وقلقوا خشية أن يضطهدهم يوڤيان لأنه مسيحي فأمنهم بأمر أذاعه أن يتركوا وما يدينون وأن تفتح معابدهم إن كان قد أقفل بعضها بعد وفاة يوليانس ولم يصدر هذا الأمر إلا سياسة لأنه كان يجاهر بأنه مسيحي وقد أمر جميع عماله أن يمكنوا المسيحيين من الاجتماع في كنائسهم وأطلق لكل من أبعدوا عن أوظانهم من المسيحيين أن يعودوا إليها ورد على الإكليروس والعذارى والأرامل ما خولهم الملوك المسيحون من الحقوق وأعاد توزيع الميرة على الكنائس لقوت الأرامل والأيتام وكان أحد عماله المسمى ماينوس احرق كنيسة بيروت فعزم يوفيان أن يقطع رأسه لكن تشفع فيه بعض المقربين فاقتصر الملك على أن يغرمه نفقة تجديد بناء الكنيسة من ماله (كما يظهر من كتاب شرائع توادوسيوس) ولما بلغ أثناسيوس البطريرك الإسكندري مقتل يوليانس عاد إلى كرسيه الذي كان قد نفاه منه وكتب له يوفيان رسالة هذه ترجمتها (نقلاً عن المجلد الثاني من تآليف انتاسيوس) «إلى أثناسيوس محب الله الكلي الورع من يوفيان لما كنا نعجب كثيراً بقداسة سيرتكم التي يتلألأ بها شبسه إله الكون وغيرتكم على دين المسيح مخلصنا شئنا أن نتخذك اليوم تحت حمايتنا أيها الأسقف الكلي الاحترام وأنت أهل لذلك بتلك الشجاعة التي ازدريت بها الأعمال الشاقة واعتبرت المخاطر الجسيمة وصرامة المضطهدين وسيوف المهددين كشيء لا يعند به ضابطاً بيدك دفة الإيمان العزيز لديك وما فئت تذب عن الحق وتعنى بتعمير الشعب المسيحي الذي يرى فيك مثال الفضائل جمعاء ولهذا ندعوك الآن ونحضك أن تعود وتعلم تعليم الخلاص فارجع إلى الكنائس المقدسة وأمن شعب الله ونتوخى أن الراعي يصلي من أجلنا وهو في مقدمة رعيته فإننا موقنون أن الله يمن علينا وعلى من كانوا مسيحيين نظيرنا بنعمه الخاصة إذا مننتم علينا بغوث صلواتكم» روى ذلك توادوريطوس (ك4 من تاريخه فصل2) وبعد أن عاد الملك إلى أنطاكية كتب ثانية إلى القديس اثناسيوس يسأله أن يشرح له عقائد الإيمان ولاسيما ما خص بدعة آربوس فلبى القديس سؤاله برسالة مشبعة شفعها بإرساله إليه قانون الإيمان الذي وضعه المجمع النيقوي فلم يجتزئ الملك بهذه الرسالة بل كتب إليه يدعوه إلى أنطاكية راغباً في أن يراه ويسمع كلامه مشافهة فشخص القديس إلى أنطاكية ولم يبلغها إلا وقد انتهى إليها بعض رؤساء الاريوسيين ليشكوه إلى الملك وكثيرون من المؤمنين ليدافعوا عنه فلم يصغ الملك إلى تهم الاريوسيين ونعتهم بل ازدجرهم ساخطاً عليهم فعادوا من أنطاكية بائسين.
وقد زايل يوڤيان أنطاكية قاصداً القسطنطينية وشرع سكانها يعدون حفلات الاحتفاء بدخوله إليها وسافرت الملكة شاريتون عقيلته للقياه يصحبهما كثيرون من الأعيان ونساؤهم وإذ كانوا على مقربة من موعد اللقاء فاجأت المنية الملك في الليلة بين 16 و17 شباط سنة 364 في محلة تسمى دارستان في آسيا الصغرى ومن قائل أنه فطس ببخار الفحم ومن قائل أنه اعتراه فالج ومن قائل أن الخصيان دسوا له سماً في طعامه كما ظن اميان مرسلان (ك25 عد10) وحقق فم الذهب (خطبة 15) فانقلب سرور المملكة والكنيسة إلى حزن ونوح وبدلت مطاوف الفرح بأطمار الحداد ولم يكن عمره حينئذٍ إلا 33 سنة وفي الشهر الثامن بعد ملكه.

## موته
مات يوفيان في فبراير 364 وتولى فالنتينان الحكم في نفس الشهر فاستلم الغرب وسلّم أخاه فالنس الأريوسي الشرق.

## مواضيع مرتبطة
- الأمبراطورية الرومانية
- قائمة الاباطره الرومان